# 刘伟强 (马来西亚)
拿督斯里刘伟强（1960年1月18日—2020年10月2日），祖籍廣東恩平，马来西亚政治人物，为沙巴民族复兴党大会主席。他也是前任马来西亚首相署部长，负责掌管法律事务，以及沙巴州三脚石国会议员。
刘伟强曾经是自由民主党主席，并于2008年至2013年担任山打根国会议员，并在期间入阁成为首相署副部长 。2018年3月19日率领200名支持者退出自由民主党，并加入沙巴民族复兴党。
2020年10月2日，刘伟强于上午11时40分逝世，享壽60岁。

## 政治生涯
2008年大选，刘伟强代表自民党征战山打根，顺利拿下该议席。唯他在2013年大选寻求守土失败，遭人民联盟行动党候选人黄天发击败。2016年，刘伟强批评沙巴东部特别保安指挥区“彻底失败”（complete failure），无法有效防堵沙巴东部外海频频发生的掳邦人质事件。他同时呼吁保安理事会同各方展开讨论，并且彻底改进基础作业程序与应对海盗及武装组织的方法。
2018年大选，刘伟强获沙巴民族复兴党委派上阵三脚石，他顺利打败原任国会议员，即来自沙巴团结党的曾道玲和其他两位候选人，夺下该议席。

## 推動修法
刘伟强擔任马来西亚首相署法律事务部长任内主张改革马来西亚政治体制以符合民主原则，包括限制首相任期、规定所有部长公布资产及设立警察投诉及行为不检委员会、自杀除罪化、吸毒除罪化、制定《资讯自由法》以及修订《吹哨者法令》等等。但他也有几项改革体制也颇有争论，而希望联盟本身因没有达到修宪所需的2/3多数议席门槛，导致一些宪法修订没有办法推动。

### 沙巴与砂拉越修宪案
刘伟强于2018年促成内阁成立特别委员会检讨《1963年马来西亚协议》，以修改联邦宪法之法案，恢復沙巴、砂拉越及马来半岛的平等地位。2019年4月3日，刘伟强在国会下议院提呈沙巴与砂拉越修宪案，但遭到东马在野党和国阵国会议员纷纷抗议修正案空洞，并要求政府展延该法案，以作讨论后才提呈。而希望联盟本身在222名国会议员中，仍差13名议员的支持，未达三份之二所需要的148张票通过。最终因东马砂拉越政党联盟及国阵巫统、马华、国大党，以及伊斯兰党的反对下，导致希盟首次修宪失败。同年12月，他再次提呈恢复沙巴与砂拉越与马来亚为平等地位的新法案，成功在国会通过一读。预定2020年3月再次提呈至国会下议院时，将获得通过。但受到2020年马来西亚政治危机与2019冠狀病毒病疫情的影响，修宪案未作出任何决定。

### 限制首相任期2届法案
刘伟强也在2019年12月3日提呈限制首相任期为两届的宪法修正案，有关法案已完成一读，预计在2020年3月国会复会时辩论。但碍于2020年马来西亚政治危机和3月18日起实施的行动管制令，该法案被国民联盟首相署部长达基尤丁在8月26日撤回。

### 2019年警察独立投诉与行为不检委员会法案
2019年7月18日，刘伟强在国会下议院提呈2005年大马皇家委员会草拟，但遭前朝国阵政府拒绝的《2019年警察投诉及行为不检委员会法案》（IPCMC）。法案目的是成立独立警察投诉及行为不检委员会，调查针对警察不当行为的投诉，改善警队的廉正和效率，并对警员采取纪律行动。但遭到非政府组织与马来西亚皇家警察的反对，引起争议。
大马强迫失踪组织（CAGED）批评该法案可能偏离2005年皇家调查委员会报告的精神，及IPCMC的调查权比国阵时期成立的执法机构廉正委员会（EAIC）还小，只是一个毫无实权的组织。马来西亚警方也不满意政府只成立一个针对警方的委员会，要求希盟监管其他执法部门。反对党国阵议员也表示不会支持这份权力大于警方的法案。该法案受到警方和反对党的压力后，刘伟强在12月3日提议希盟推迟IPCMC法案的二、三读，多名国阵及伊斯兰党国会议员听取宣布后，欢呼这是“国阵的胜利”及“警员的胜利”。该法案最终被国民联盟首相署部长达基尤丁在2020年8月26日二读撤回。

### 废除强制性死刑法案
希盟在2018年马来西亚大选所发表的《希望宣言》中，其第27项“废除恶法”承诺表明，一旦执政，希盟将废除多项恶法，以及所有法令内有关强制性死刑的条款。
刘伟强上任掌管法律事务的首相署部长后多次表明，政府有意全面废除马来西亚死刑制度，同时也呼吁皇家特赦委员会，延迟对死囚执行绞刑。
这项决定受到反对党、部分民间组织，包括一些命案死者家属的强烈反弹。后来希盟政府考虑3项废死选项，即在8项法令中的33项罪行完全废除死刑、废除强制性罪行包括谋杀的死刑、废除在危险毒品法令第39B案件中的强制性死刑，改判终身监禁30年，从3个选项中选出其中一项。刘伟强后来表示，内阁已决定保留死刑，并只是废除强制死刑。

## 逝世
2020年9月30日，《马来前锋报》引述消息证实，刘伟强證實因肺部细菌感染，被送往沙巴亚庇鹰阁医院接受治疗后陷入昏迷。刘伟强家属促请社会人士给予空间，让他们获得隐私，直到准备发表任何评论为止。10月2日，刘伟强于上午11时40分逝世，享壽60岁。

## 评价
- 马哈迪·莫哈末说：“刘伟强曾是我内阁成员之一，两人建立良好工作关系。”他还表示，刘伟强的离世，对国家及刘伟强的家属而言，可说是巨大的损失[26]。
- 大马人权委员会指出，刘伟强在国会上，体现了人权意识的重要性，对于可以与他在这些人权改革的课题上密切合作表示荣幸[27]。
- 大马律师公会表示，刘伟强对法律界和民众带来了巨大贡献，致力于体制和法律改革，令人留下深刻印象，对大马律师公会而言，他是一位“真诚的朋友”[27]。
- 民主行动党秘书长林冠英表示，刘伟强是一名真诚的朋友，也是为了沙巴和马来西亚的真理与正义而战的战士。他认真对待其部长职务，并履行职责，为他最爱的沙巴做出贡献[28]。
- 沙巴马华主席卢远东指出，刘伟强曾经出任首相署部长，负责掌管法律事务，生前为沙巴三脚石国会议员。虽然隶属不同的政治政营，政治观点有别，但刘伟强对国家的贡献，沙巴马华给予高度肯定[29]。
- 马华公会总会长魏家祥表示，虽然在担任反对党的时候，他与刘伟强在一些事宜上亦有意见相左之时，尤其在废除死刑的课题上。但两人友好关系并没有因为意见不一而停止，继续为国为民谋取福祉，评价刘伟强的离开，对国家和社会来说是一大损失[30]。

## 选举成绩
| 年份 | 选区   |  |                      | 得票数 | 得票率 | 竞选对手             | 竞选对手             | 得票数 | 得票率 | 总票数 | 多数票 | 投票率 |
| ---- | ------ |  | -------------------- | ------ | ------ | -------------------- | -------------------- | ------ | ------ | ------ | ------ | ------ |
| 2008 | 山打根 |  | 刘伟强（自由民主党） | 8,297  | 42.89% |                      | 章翠玲（民主行动党） | 8,121  | 41.98% | 20,048 | 176    | 61.03% |
| 2008 | 山打根 |  | 刘伟强（自由民主党） | 8,297  | 42.89% | 房汶辉（独立人士）   | 2,929                | 15.14% |        | 20,048 | 176    | 61.03% |
| 2013 | 山打根 |  | 刘伟强（自由民主党） | 13,138 | 48.01% |                      | 黄天发（民主行动党） | 14,226 | 51.99% | 27,923 | 1,088  | 75.35% |
| 2018 | 三脚石 |  | 刘伟强（民兴党）     | 12,976 | 55.78% |                      | 曾道玲（沙巴团结党） | 8,357  | 35.93% | 24,029 | 4,619  | 73.77% |
| 2018 | 三脚石 |  | 刘伟强（民兴党）     | 12,976 | 55.78% | 韩查阿都拉（诚信党） | 980                  | 4.21%  |        | 24,029 | 4,619  | 73.77% |
| 2018 | 三脚石 |  | 刘伟强（民兴党）     | 12,976 | 55.78% | 诺沙邦苏（伊党）     | 948                  | 4.08%  |        | 24,029 | 4,619  | 73.77% |